# 六郡共立小田原中学校
六郡共立小田原中学校（ろくぐんきょうりつおだわらちゅうがっこう）は、神奈川県小田原市に存在した学校であり、小田原師範学校の後身、神奈川県立秦野高等学校および神奈川県立平塚農業高等学校の前身である。

## 沿革

### 略歴
1872年4月まで神奈川県西部の教育を担った元の小田原藩の藩校、県学校文武館の閉鎖により、小田原町民は中学校の再建と復活をはかった。そこで足柄県県令柏木忠俊、町民、旧藩主大久保忠礼による寄付金等の資本金が福住正兄の組織する共同社へ預けられた。そしてこの資本金の利子を中学校経営に充てることとし、また旧藩主が寄付した邸宅を校舎として、同月、共同学校 が創立された。1874年11月、同校は廃止され、中学校は中断された。そして同校は小田原師範学校と改称された。1876年6月30日、同校内に中等科が設置され、中学校が復活した。しかし1879年5月24日、同師範学校は廃止され、横浜師範学校に統合された。これにより中等科も廃止となるため、小田原における中等教育を絶やさないため、小田原師範学校は神奈川県に中学予科の設立を願い出て許可される。
一方で、1879年10月、足柄上郡、足柄下郡、大住郡、淘綾郡、津久井郡、愛甲郡の6郡の有志間で6郡連合の中学校設立が県に出願され、許可される。そして1879年11月10日、旧小田原師範学校の校舎および敷地の引き渡しをうけ、本校が開校された。その後、1880年2月、津久井郡が遠方を理由に脱退し、五郡共立小田原中学校と改称されるも同校は神奈川県西部の教育を担った。しかし同校の経営難、内部の悪弊等を契機に同校を大住郡に移転することを試みたところ、足柄下郡および愛甲郡がこれに反対し、脱退。そして1884年2月、同校の廃校が決議された。その後、同校は足柄下郡独自で経営されたが、1884年7月に廃校となった。

### 年表
- 1872年（明治5年）4月 - 県学校文武館閉鎖。共同学校開校。
- 1874年（明治7年）11月 - 共同学校廃止。小田原師範学校と改称。
- 1876年（明治9年）6月 - 同師範学校内に中等科設置。
- 1879年（明治12年）
  - 5月 - 同師範学校廃止。横浜師範学校に統合。
  - 10月 - 足柄上下大住淘綾津久井愛甲6郡連合の中学校設置が許可される。
  - 11月 - 小田原師範学校の施設を引き継ぎ、六郡共立小田原中学校開校。
- 1880年（明治13年）2月 - 津久井郡が脱退。五郡共立小田原中学校と改称。
- 1884年（明治17年）7月 - 五郡共立小田原中学校廃校。
- 1885年（明治18年） - 同校を大住郡に誘致するための大住淘綾足柄上3郡の三郡共立学校創立の出願が許可される。
- 1886年（明治19年）5月 - 旧五郡共立学校を大住郡に誘致し、三郡共立学校開校（秦野高等学校草創年）。